# جعفر بن حرب
هو جعفر بن حرب الهمداني (توفي 236هـ = 850م)، تلميذ المُردار، وقرين جعفر بن مبشر، حيث كان هو وإياه سيدا معتزلة بغداد في عصرهما، ومضربا المثل في العلم والعمل، فكان يُقال علم الجعفرين، وزهد الجعفرين، كما يقال عدل العمرين (عمر بن الخطاب وعمر بن عبد العزيز).

## علمه
كان عالماً متكلماً زاهداً، درس الكلام في البصرة على أبي هذيل العلاف، ثم درس في بغداد على أبي موسى المردار، وقد عُني بالرد على شيخه العلاف، ووضع فيه كتاباً سماه توبيخ أبي هذيل.

## زهده
حكى عنه المرتضى أن أباه كان من أصحاب السلطان خلف له ثروة من ضياع ومال فتجرد عنها، كما حُكي أنه كان يحضر مجلس الواثق للمناظرة، فحضر مرة وحضر وقت الصلاة فقاموا لها، وتقدم الواثق وصلى بهم، وتنحى جعفر فنزع خفّيه وصلّى وحده (أي أنه لا يرى الخليفة الواثق أهلاً للإمامة حتى يصلي وراءه)، فقال له أحمد بن أبي دؤاد: إن هذا (يشير إلى الواثق) لا يحتملك على هذا الفعل، فإن عزمت عليه فلا تحضر مجلسه، فقال جعفر: ما أريد الحضور لولا انك حملتني عليه.

## أثره
إن المردار وتلميذيه الجعفرين (جعفربن مبشر وجعفر بن حرب) قد أظهروا في بغداد نوعاً من الاعتزال، ورِعاً زاهداً، فكانوا أشبه شيء بعمرو بن عبيد وواصل بن عطاء، وكانت سيرتهم سبباً في انتشار الاعتزال في بغداد.